# Central Airways
Central Airways war eine im westafrikanischen Sierra Leone registrierte Fluggesellschaft. Sie bestand im Jahr 2006.
Neben sämtlichen anderen in Sierra Leone registrierten Fluggesellschaften stand auch Central Airways Limited im Jahr 2006 im Anhang A einer durch die Europäische Kommission herausgegebenen Liste der Luftfahrtunternehmen, deren gesamter Betrieb in der Gemeinschaft untersagt ist.